# Synavea pattersoni
Synavea pattersoni är en insektsart som först beskrevs av Frederick Arthur Godfrey Muir 1918.  Synavea pattersoni ingår i släktet Synavea och familjen Derbidae. Inga underarter finns listade i Catalogue of Life.